# Standing for you
「standing for you」（スタンディング・フォー・ユー）は、日本の音楽ユニット・girl next doorの17作目のシングル。

## 概要
- 前作「all my life」から約5か月ぶりにして、アルバム『Life of Sound』からの先行シングル。
- 同年に解散したため今作が最後のシングル作品となった。
- 表題曲は日本テレビ系列『音龍門 〜MUSIC DRAGON GATE〜』のエンディングテーマに使用された。同番組のタイアップは「ROCK YOUR BODY」以来4作ぶり2度目となった。
- ジャケットが異なるCD+DVD規格とCD規格の2形態で発売された。DVDには表題曲のミュージック・ビデオと同年2月3日から3月30日に全国のライブハウスで敢行されたライブツアー『girl next door Live Tour 2012 〜Best Collection～』から「Summer Time」「君のもとへ」「ダダパラ!!」のライブ映像が収録された。

## 収録曲
| 全作曲: 鈴木大輔、全編曲: girl next door & 五十嵐充。 |                                     |                      |            |      |
| #                                                     | タイトル                            | 作詞                 | 作曲・編曲 | 時間 |
| 1.                                                    | 「standing for you」                | 五十嵐充             | 鈴木大輔   | 4:23 |
| 2.                                                    | 「告白」                            | 千紗                 | 鈴木大輔   | 6:01 |
| 3.                                                    | 「standing for you (English Ver.)」 | 中野"リチャード"大輔 | 鈴木大輔   | 4:24 |
| 4.                                                    | 「standing for you (Instrumental)」 |                      | 鈴木大輔   | 4:23 |
| 5.                                                    | 「告白 (Instrumental)」             |                      | 鈴木大輔   | 6:01 |

### 解説
1. standing for you
頑張る人々へ向けて書かれた応援歌。ミュージック・ビデオは東京都文京区にある郁文館中学校・高等学校を貸し切りにして同校に在学中の学生138名と共に撮影され、楽曲に合わせて口パクをしながら踊るリップダブ手法を用いて制作された[1]。
2. 告白
3. standing for you (English Ver.)
表題曲の全編英語詞バージョン。
4. standing for you (Instrumental)
表題曲のインストゥルメンタルバージョン。
5. 告白 (Instrumental)
カップリング曲のインストゥルメンタルバージョン。

## 参加ミュージシャン
girl next door
- 千紗：Vocal
- 鈴木大輔：Keyboards
- 井上裕治：Guitar

## タイアップ
- 日本テレビ系列音楽番組『音龍門 〜MUSIC DRAGON GATE〜』エンディングテーマ (#1)

## 収録アルバム
- Life of Sound (#1)
- girl next door THE LAST (#1,2)